# Semenovca Nouă, Bârzula
Semenovca Nouă (în ucraineană Новосеменівка, transliterat: Novosemenivka) este un sat în comuna Ocna din raionul Bârzula, regiunea Odesa, Ucraina.
În trecut a fost un sat cu o numeroasă comunitate moldovenescă (românescă) – 30% din populație, conform recensământului sovietic din 1926; fiind însă asimilat în prezent. 

## Demografie
Componența lingvistică a localității Semenovca Nouă
     Ucraineană (89,34%)
     Română (8,78%)
     Rusă (1,88%)
Conform recensământului din 2001, majoritatea populației localității Semenovca Nouă era vorbitoare de ucraineană (89,34%), existând în minoritate și vorbitori de română (8,78%) și rusă (1,88%).